# Зала на славата на рокендрола
Залата на славата на рокендрола (на английски: Rock and Roll Hall of Fame) е музей в Кливланд, Охайо, Съединените американски щати, посветен на историята на рокендрола. Основан е на 20 април 1983 г., като музеят официално отваря врати през на 1 септември 1995 г.
В него се съдържа информация за някои от най-влиятелните и талантливи представители на този музикален жанр. Всяка година в залата се включват нови изпълнители и творци. Първите са включени на 23 януари 1986 г. – Чък Бери, Джеймс Браун, Рей Чарлс, Сам Кук, Елвис Пресли, Евърли Брадърс, Бъди Холи, Джери Лий Люис, Литъл Ричард и Фатс Домино.

## История
Основателят Ахмет Ертеюн събира екип, включващ адвоката Сюзан Евънс, редактора от Rolling Stone Ян Венер, адвоката Алън Гръбман и трима ръководители на звукозаписи. Фондацията започва да включва изпълнители през 1986 г., макар Залата на славата все още да няма дом. Комитетът проучва няколко града, сред които Филаделфия, Мемфис, Детройт, Синсинати, Ню Йорк и Кливланд.
Кливланд лобира за музея, като влиятелните строителни в града предлагат 65 милиона долара за финансиране на строежа, напомняйки, че кливландският диджей Алън Фрид въвежда термина „рокендрол“ и силно го рекламира, а също така, че първият голям рокендрол концерт се провежда именно в Кливланд.
Пусната е петиция, подписана от 600 000 души, подкрепяща Кливланд пред Мемфис. USA Today пуска анкета, питаща къде трябва да бъде разположен дома на Залата на славата, в която първо място заема Кливланд. На 5 май 1986 г. фондацията избира Кливланд за постоянен дом и музей на Залата на славата на рокендрола. Възможно е Кливланд да е бил избран, заради финансовия пакет, който града предлага. Първоначално е замислено музеят да е с височина 61 m, но впоследствие се налага да бъде снижен до 49 m, поради близостта му до летище. Церемонията по първата копка е на 7 юни 1993 г. На нея присъстват Пийт Таунсенд, Чък Бери, Били Джоел, Сам Филипс, Рут Браун и други.
Музеят е открит на 1 септември 1995 г., като лентата е срязана от колектив, включващ Йоко Оно и Литъл Ричард, пред тълпа от повече от 10 000 души. Същата вечер се провежда концерт в Кливланд стейдиъм, на който представления имат Чък Бери, Боб Дилан, Ал Грийн, Джери Лий Люис, Арета Франклин, Брус Спрингстийн, Иги Поп, Джон Фогърти, Джон Меленкамп и много други.
Освен членовете на Залата на славата, музеят документира и цялата история на рокендрола. От 1986 г. насам Залата на славата избира нови членове. Официалната церемония се е провеждала 26 пъти в Ню Йорк, два пъти в Лос Анджелис и пет пъти в Кливланд. Към 2018 г. церемониите се редуват между Ню Йорк и Кливланд. Милиони хора гледат церемониите по телевизията, а десетки хиляди присъстват лично на събитията, свързани с церемониите. Икономическото влияние на тези събития възлиза на 13 милиона щатски долара през 2009 г.

### План
Сградата е планирана на седем нива. На най-ниското ѝ ниво е разположена главната галерия на музея. Първият етаж е приземен и от него се влиза. На него са разположени кафене, сцена и други съоръжения. Вторият етаж включва няколко интерактивни павилиона и малка галерия. Самата Зала на славата е разположена на третия етаж. Нейният изход е на четвъртия етаж, където е създаден 3D театър. Последните два етажа на сградата включват големи, временни изложби.

### Архитектура
Сградата е проектирана от Яу Мин Пей. Разположена е близо до брега на езерото Ери. Представлява комбинация от геометрични форми, сред които се откроява 50-метрова кула. Кулата поддържа двойна стъклена пирамида, покриваща 6038 m2.

## Списък с членовете на Залата на славата на рокендрола
1986
- Джеймс Браун
- Рей Чарлз
- Фатс Домино
- Евърли Брадърс
- Чък Бери
- Джери Лий Люис
- Литъл Ричард
- Сам Кук
- Бъди Холи
- Елвис Пресли

1987
- The Coasters
- Еди Кокран
- Бо Дидли
- Арета Франклин
- Марвин Гей
- Бил Хейли
- Би Би Кинг
- Клайд Макфатър
- Рики Нелсън
- Рой Орбисън
- Карл Пъркинс
- Смоуки Робинсън
- Биг Джо Търнър
- Мъди Уотърс
- Джаки Уилсън

1988
- The Beach Boys
- The Drifters
- The Supremes
- Боб Дилан
- The Beatles

1989
- Стиви Уондър
- The Temptations
- The Rolling Stones
- Отис Рединг
- Дион Димучи

1990
- Ханк Балард
- Чарли Крисчън
- Боби Дарин
- The Four Seasons
- Four Tops
- The Kinks
- The Platters
- Саймън и Гарфънкъл
- The Who

1991
- Лаверн Бейкър
- The Byrds
- Джон Лий Хукър
- The Impressions
- Уилсън Пикет
- Джими Рийд
- Айк и Тина Търнър

1992
- Боби Бленд
- Booker T. & the M.G.'s
- Джони Кеш
- The Isley Brothers
- The Jimi Hendrix Experience
- Сам и Дейв
- The Yardbirds

1993
- The Doors
- Ван Морисън
- Creedence Clearwater Revival
- Cream
- Рут Браун
- Ета Джеймс
- Frankie Lymon & The Teenagers
- „Слай енд дъ Фемили Стоун“

1994
- Джон Ленън
- The Animals
- The Band
- Дуейн Еди
- Grateful Dead
- Елтън Джон
- Боб Марли
- Род Стюарт

1995
- The Allman Brothers Band
- Ал Грийн
- Джанис Джоплин
- Led Zeppelin
- Martha and the Vandellas
- Нийл Йънг
- Франк Запа

1996
- Дейвид Бауи
- Гладис Найт
- Jefferson Airplane
- Little Willie John
- Pink Floyd
- The Shirelles
- The Velvet Underground

1997
- Bee Gees
- Buffalo Springfield
- Crosby, Stills, Nash & Young
- The Jackson Five
- Джони Мичъл
- Parliament-Funkadelic
- The Rascals

1998
- Eagles
- Fleetwood Mac
- The Mamas & The Papas
- Лойд Прайс
- Карлос Сантана
- Джийн Винсънт

1999
- Били Джоел
- Къртис Мейфийлд
- Пол Макартни
- Дел Шанън
- Дъсти Спрингфийлд
- Брус Спрингстийн
- The Staple Singers

2000
- Ерик Клептън
- Earth, Wind & Fire
- The Lovin' Spoonful
- The Moonglows
- Джеймс Тейлър
- Бони Райт

2001
- Aerosmith
- Соломон Бърк
- The Flamingos
- Майкъл Джаксън
- Queen
- Пол Саймън
- Steely Dan
- Ричи Валънс

2002
- Айзък Хейс
- Бренда Лий
- Tom Petty and the Heartbreakers
- Джийн Питни
- Ramones
- Talking Heads

2003
- AC/DC
- The Clash
- Елвис Костело
- The Police
- The Righteous Brothers

2004
- Джаксън Браун
- The Dells
- Джордж Харисън
- Принс
- Боб Сийгър
- Traffic
- ZZ Top

2005
- Бъди Гай
- The O'Jays
- The Pretenders
- Пърси Следж
- U2

2006
- Black Sabbath
- Blondie
- Майлс Дейвис
- Lynyrd Skynyrd
- Sex Pistols

2007
- Grandmaster Flash
- R.E.M.
- The Ronettes
- Пати Смит
- Van Halen

2008
- The Dave Clark Five
- Леонард Коен
- Мадона
- Джон Меленкамп
- The Ventures

2009
- Metallica
- Run-DMC
- Little Anthony & The Imperials
- Джеф Бек
- Боби Уомак

2010
- ABBA
- Genesis
- „Холис“
- „Студжис“
- Джими Клиф

2011
- Алис Купър
- Том Уейтс
- Нийл Даймънд
- Дарлийн Лов
- Доктор Джон

2012
- Guns N' Roses
- Beastie Boys
- Red Hot Chili Peppers
- Донован
- The Small Faces
- Лора Ниро

2013
- Rush
- Дона Съмър
- Heart
- Ранди Нюман
- Public Enemy
- Куинси Джонс
- Лу Адлер
- Албърт Кинг

2014
- Кат Стивънс
- Hall & Oates
- Nirvana
- Kiss
- Линда Ронстад
- Питър Гейбриъл
- Андрю Луг Олдам
- Браян Епстайн
- The E Street Band

2015
- Green Day
- Лу Рийд
- Стиви Рей Вон
- Бил Уидърс
- Ринго Стар
- Joan Jett & the Blackhearts
- Stevie Ray Vaughan & Double Trouble
- The "5" Royales
- The Paul Butterfield Blues Band

2016
- Стийв Милър
- Deep Purple
- Chicago
- Cheap Trick
- N.W.A

2017
- Electric Light Orchestra
- Найл Роджърс
- Джоан Байз
- Journey
- Pearl Jam
- Тупак Шакур
- Yes

2018
- Bon Jovi
- Dire Straits
- The Cars
- The Moody Blues
- Нина Симон
- Розета Тарп

2019
- Def Leppard
- Radiohead
- Стиви Никс
- The Cure
- Roxy Music
- Джанет Джаксън
- The Zombies

2020
- Depeche Mode
- The Doobie Brothers
- Уитни Хюстън
- Nine Inch Nails
- The Notorious B.I.G.
- T. Rex